# استفان لاندوا
استفان لاندوا (فرانسوی: Stéphane Landois‎؛ زادهٔ ۳ ژوئن ۱۹۹۴) سوارکار اهل فرانسه است.
وی در مسابقات کشوری و بین‌المللی در مجموع برندهٔ ۱ مدال نقره، ۱ مدال برنز شده است.